# مینک ون در وردن
مینک ون در وردن (انگلیسی: Mink van der Weerden؛ زادهٔ ۱۹ اکتبر ۱۹۸۸) بازیکن هاکی روی چمن اهل پادشاهی هلند است.